# Aulo Gellio
Aulo Gellio (in latino Aulus Gellius; Roma, 125 circa – 180 circa) è stato uno scrittore e giurista romano noto principalmente in quanto autore delle Noctes Atticae (Le Notti Attiche). Fu allievo di Marco Cornelio Frontone, esponente dell'arcaismo latino dell'epoca, dove sembra ci si preoccupasse soprattutto della purezza della forma e dell'elocuzione.

## Questioni filologiche
All'interno della tradizione manoscritta, diretta e indiretta, è riportata la denominazione "Agellius". L'unica testimonianza conservata e a noi pervenuta è tramandata da un testo di Servio. 
La vulgata "Aulo Gellio" si è imposta, dunque, nonostante le interrogazioni al riguardo risalgano addirittura ai dotti umanisti.

## Biografia
Aulo Gellio nacque a Roma, probabilmente di lunedì, nel 125 d.C., durante il principato adrianeo. Dopo gli studi sulla Retorica e sulla Grammatica, compiuti con Tito Castricio e Sulpicio Apollinare nella capitale, si recò ad Atene, per perfezionarsi nelle arti liberali. Qui conobbe, tra gli altri, Erode Attico e Peregrino Proteo. Grazie a questo soggiorno ateniese cominciò a comporre la sua opera principale, le Noctes Atticae, frutto delle sue letture e colloqui con i letterati, filosofi e retori del suo tempo.
Tornato poi a Roma, iniziò a lavorare come giudice extra ordinem, cioè come giudice del processo imperiale, e probabilmente fu in questo periodo che conobbe Marco Cornelio Frontone e il filosofo Favorino, spesso citato nelle Noctes Atticae (Le Notti Attiche), la sua unica opera pervenutaci. La sua posizione sociale nella Roma di Antonino Pio era senz'altro collocata nella fascia dell'élite, come si evince dalle sue frequentazioni.

## Noctes Atticae
Nel 159 furono pubblicate Le notti attiche, opera in venti libri, conservatasi quasi per intero ad eccezione del Liber octavus, nella quale Gellio fa sfoggio di grandi conoscenze nei più svariati campi: retorica, medicina, filosofia, critica letteraria, storia, scienze, archeologia e diritto. In essa Gellio cita anche episodi tratti dal suo soggiorno nell'Attica, da cui il titolo dell'opera, grazie ai quali è possibile ricostruire parzialmente la sua vita. L'opera è giudicata dai critici estremamente frammentaria, disorganica nella sua struttura, incentrata sulla ricerca di una nozione erudita o dell'aneddoto.
Il principale motivo d'interesse delle Noctes sembra risiedere nella descrizione della bellezza della società imperiale negli anni di Antonino Pio, che assaporiamo di riflesso in questi racconti, consapevoli che quell'età dell'oro non sarebbe più tornata per l'Impero. La sua opera è definita una sorta di Zibaldone ante litteram, adatta solo per chi ama e possiede le vera cultura, non per il semplice "popolino". L'opera è, quindi, lo specchio della profonda erudizione e dello spirito indagatore dell'Autore. Per Gellio la cultura consiste in nozioni curiose, particolari, nella vastità enciclopedica delle informazioni trattate, di sicuro non nella profondità con cui vengono espresse o nella loro organicità. Egli, pur senza affermarlo in modo esplicito, sosteneva la superiorità della civiltà romana, rispetto a quella dell'antica Grecia.
Poiché l'opera non fu ampliata, come Aulo Gellio stesso si proponeva di fare, è molto probabile che egli abbia trovato la morte durante l'epidemia di peste che seguì le legioni di ritorno dall'Oriente e che decimò la popolazione dell'Impero dal 166 in poi. Si ritiene quindi, data la mancata pubblicazione dell'opera ampliata e di nuove opere, che egli sia probabilmente morto attorno al 180. L'opera appare con uno stile meno pomposo e pedante di quello utilizzato dal "maestro" Frontone, e certamente la sua esposizione risulta semplice e piacevole, grazie anche all'entusiasmo che Gellio mette nella scoperta di singole informazioni erudite.

## Contesto storico
Adriano divenne imperatore dei Romani nel 117 d.C., in seguito alla morte di Ulpio Traiano, che aveva portato Roma a raggiungere la massima espansione territoriale. Fu questo un periodo significativo della Storia romana: da allora infatti la politica estera degli imperatori fu volta al consolidamento dei confini - fu lui, infatti, a costruire il vallo che porta il suo nome. Inoltre, con Adriano si ebbero una riforma della pubblica amministrazione e la rinascita culturale della Grecia - in questo fu aiutato dal suo amico mecenate Erode Attico. Nel 138 gli succedette Antonino Pio, la cui politica fu simile a quella del predecessore.
Nel 161 Marco Aurelio, discepolo di Epitteto, e Lucio Vero gli succedettero per adozione. Fu in questo periodo che i Quadi e i Marcomanni cominciarono a premere più insistentemente lungo i confini settentrionali dell'Impero, costringendo Marco Aurelio più volte ad intervenire; sempre in questi anni i Parti invasero la Siria, dalla quale furono respinti da Lucio Vero e dal generale Avidio Cassio. Il loro Regno fu però segnato da un'epidemia di peste bubbonica, che danneggiò significativamente l'economia dello Stato, già molto provata. Morto Lucio Vero nel 169, Marco Aurelio dovette affrontare da solo la situazione disastrosa in cui versava l'Impero (guerre marcomanniche). Nel 180 morì forse a causa della stessa pestilenza (a Vindobona o a Sirmio) e suo successore fu il figlio legittimo Commodo.